# Antiátomo

Diferença entre as cargas das partículas de um átomo (esquerda) e um antiátomo (direita).

O antiátomo é o correspondente ao átomo na antimatéria. Enquanto o átomo é composto por elétrons, prótons e nêutrons, o antiátomo possui pósitrons, antiprótons e antinêutrons. É representado por uma barra sobre o símbolo químico do elemento, como H, no caso do anti-hidrogênio.
De acordo com o Teorema CPT da Física de partículas, os antiátomos devem possuir praticamente as mesmas características dos átomos comuns, ou seja, devem possuir massa, momento magnético e frequências de transição iguais entre seus estados quânticos. Antiátomos de anti-hidrogênio, por exemplo, brilhariam na mesma cor que o hidrogênio comum. Algo que se diferencia entre o átomo e o antiátomo é o fato da polaridade de ambos ser inversa.